# Vanesa Motto Guastoni
Vanesa Motto Guastoni (Villa Constitución, 30 de noviembre de 1975 - Rosario, 6 de mayo de 2015) fue una modelo y actriz de cine, teatro y televisión argentina.

## Carrera
Vanesa Motto Guastoni fue una actriz de reparto villense que desde muy chica se radicó en Buenos Aires donde hizo a lo largo de su carrera, varios proyectos para la televisión, el teatro,  el cine y la publicidad. En ocasiones posó como modelo en el Diario Popular como Chica Popular.
Estudió actuación con el primer actor Norman Briski durante 5 años, además de danza, canto, gimnasia artística entre otras disciplinas. En teatro, protagonizó y dirigió Me moriría si te fueras.
En cine actuó en los filmes La Calavera (2008) de Naim Sibara y Un mundo seguro del 2010, dirigida por Eduardo Spanguolo, con Carlos Belloso y Antonio Birabent; y en el mediometraje  Lo que la herencia nos dejó.
Vanesa Motto Guastoni falleció a los 39 años de edad, el 6 de mayo de 2015 en la ciudad santafesina de Rosario, víctima de una leucemia. Sus restos fueron inhumados en el panteón de la Asociación Argentina de Actores del Cementerio de la Chacarita de la Ciudad Autónoma de Buenos Aires.

## Filmografía
- 2008: La Calavera
- 2010: Un mundo seguro
- 2011: Lo que la herencia nos dejó (cortometraje)

## Teatro
- Me moriría si te fueras
- El gran ceremonial, dirigido por  Miguel Guerberof
- Tribeca
- Hombre
- Budapest
- Terry y el Papa
- El castillo de Kafka
- Los bárbaros despiertan[6]

## Televisión
- 2004: Panadería Los Felipe
- 2009: Herencia de amor
- 2013: Organ&Co